# قائمة سدود منطقة الباحة
قائمة سدود منطقة الباحة، وتؤدي السدود في المملكة العربية السعودية دوراً رئيسياً في توفير مياه الشرب ودعم مصادر المياه الجوفية للأغراض الزراعية، ومنها:

## قائمة السدود
| السد            | الوصف | المصدر |
| --------------- | --- | ------ |
| سد الجنابين     | سد الجنابين، يقع في محافظة بلجرشي بالباحة، جنوب المملكة العربية السعودية، ويعتبر أحد السدود الاستراتيجية التي تساهم في تغذية المحافظة.                                                                     | [ 1 ]  |
| سد الضحيان      | سد الضحيان (سد العامر أو سد وادي جدر)، هو سد يقع على وادي الضحيان في شرق محافظة بني حسن، الواقعة بمنطقة الباحة في المملكة العربية السعودية.                                                                | [ 2 ]  |
| سد المرباة      | سد المرباة هو سد في المملكة العربية السعودية افتتح عام 1984 ويقع في منطقة الباحة. | [ 3 ]  |
| سد بيدة         | سد بيدة هو سد ركامي في المملكة العربية السعودية افتتح في عام 1985 ويقع في لمحافظة القرى منطقة الباحة. أحد أكبر السدود في المنطقة.                                                                          | [ 4 ]  |
| سد عردة         | سد عردة، المعروف أيضا باسم سد وادي عردة، هو سد في المملكة العربية السعودية يقع في قرية نخال في محافظة القرى، وفي عام 2004م تم الإعلان عن تنفيذ مشروع «سد وادي عردة الجديد» شمال منطقة الباحة جنوب السعودية | [ 5 ]  |
| سد مرزوق        | سد مرزوق، هو سد في المملكة العربية السعودية تم افتتاحه عام 1987 ويقع في منطقة الباحة. | [ 6 ]  |
| سد وادي الأحسبة | سدّ الأحسبة، يقع في الباحة، جنوب المملكة العربية السعودية، وهو سد ترابي مخصص للشرب. | [ 7 ]  |
| سد وادي الصدر   | سد وادي الصدر، أحد السدود التسعة عشر التي تم العمل عليها وتطويرها، في منطقة الباحة جنوب غرب المملكة العربية السعودية.                                                                                      | [ 8 ]  |